# آدم زيمرمان
آدم زيمرمان هو سياسي كندي، ولد في 14 أغسطس 1852 في هاريسبرج في الولايات المتحدة، وتوفي في 21 نوفمبر 1919. نشط حزبياً في الحزب الليبرالي الكندي. وقد انتخب عضو مجلس العموم الكندي.